# Олександр Богомолець (срібна монета)
«Олекса́ндр Богомо́лець» — срібна ювілейна монета номіналом 5 гривень, випущена Національним банком України. Присвячена 130-річчю від дня народження основоположника вітчизняної школи патофізіологів, державного і громадського діяча, президента АН УРСР (1930—1946) — Олександра Богомольця, який присвятив життя самовідданій праці у сфері біологічної науки і медицини.
Монету введено в обіг 29 квітня 2011 року. Вона належить до серії «Видатні особистості України».

## Опис та характеристики монети
| Номінал грн. | Метал            | Маса, грам    | Діаметр, мм. | Якість виготовлення | Гурт                           | Тираж, штук |
| ------------ | ---------------- | ------------- | ------------ | ------------------- | ------------------------------ | ----------- |
| 5            | срібло 925 проби | 15,55 / 16,81 | 33,0         | пруф                | гладкий із заглибленим написом | 5 000       |

### Аверс
На аверсі монети розміщено: угорі малий Державний Герб України та напис півколом «НАЦІОНАЛЬНИЙ БАНК УКРАЇНИ», на тлі фрагмента електрокардіограми зображено руки дитини і дорослої людини, що тягнуться одна до одної, — композицію, яка символізує один із напрямів діяльності вченого, за ініціативи якого було відкрито (1941) перший у світі диспансер по боротьбі з передчасним старінням на базі якого згодом було створено інститут геронтології; праворуч на дзеркальному тлі розміщено номінал монети — «5/ ГРИВЕНЬ» та рік карбування — «2011».

### Реверс
На реверсі монети зображено портрет Олександра Богомольця, ліворуч від якого вертикально розміщено написи: «ОЛЕКСАНДР/ БОГОМОЛЕЦЬ/ 1881—1946», факсиміле.

## Автори

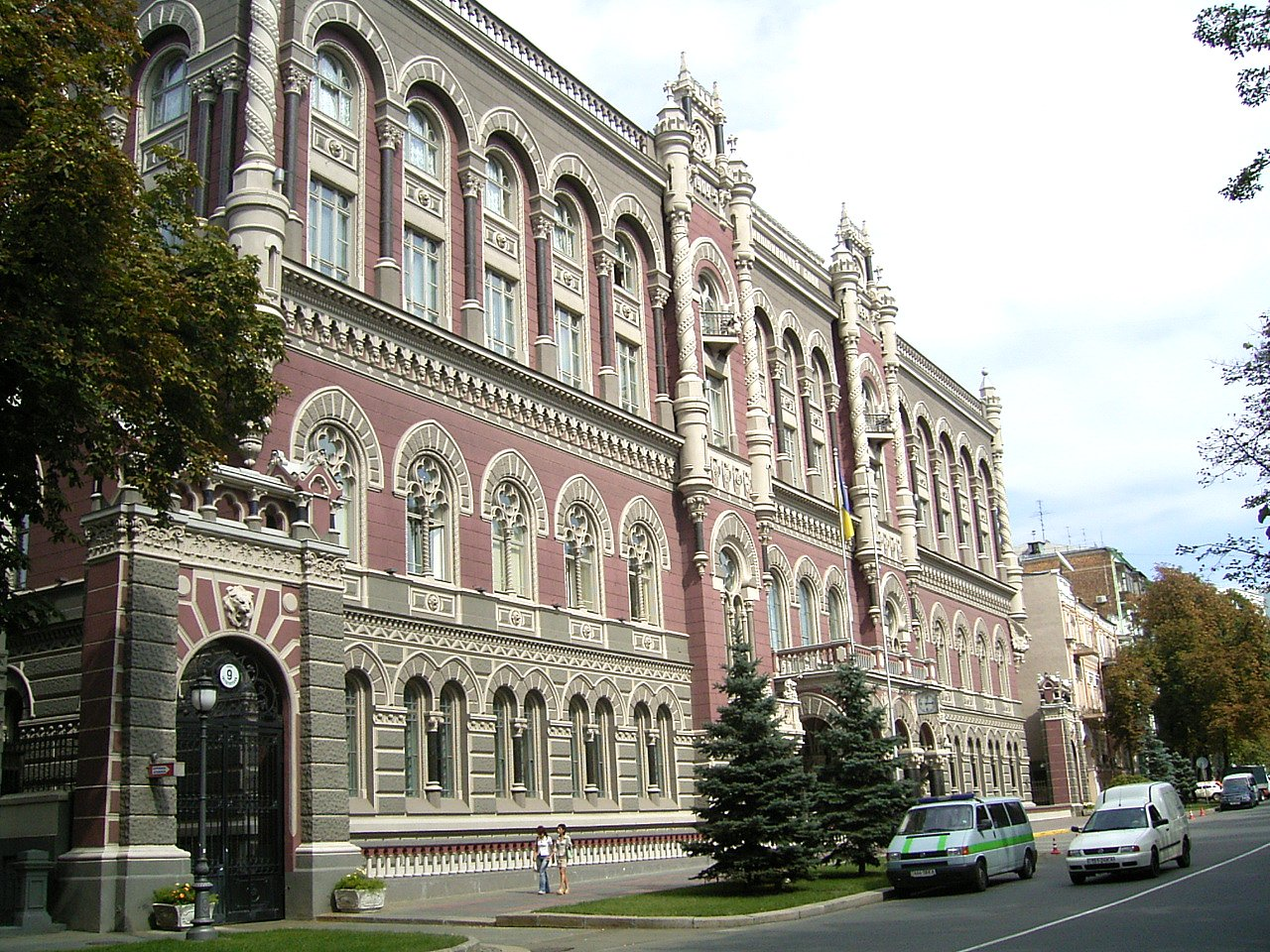
Будівля Національного банку України

- Художники: Таран Володимир, Харук Олександр, Харук Сергій.
- Скульптори: Іваненко Святослав, Атаманчук Володимир.

## Вартість монети
Ціну монети — 390 гривень, встановив Національний банк України у період реалізації монети через його філії 2012 року.
Фактична приблизна вартість монети, з роками змінювалася так:
| Рік        | 2011 | 2012 | 2013 | 2014 | 2015 | 2016 | 2017 | 2018 | 2019 | 2020 | 2021 | 2022  | 2023  | 2024  | 2025  |
| ---------- | ---- | ---- | ---- | ---- | ---- | ---- | ---- | ---- | ---- | ---- | ---- | ----- | ----- | ----- | ----- |
| Ціна, грн. | 420  | 370  | 420  | 330  | 350  | 550  | 610  | 540  | 500  | 450  | 620  | 1 000 | 1 270 | 1 300 | 1 450 |